# María Carbonell Foulquié
María Carbonell Foulquié (Molina de Segura, 16 de enero de 1980) es una artista plástica y visual española. En 2021, fue la ganadora del Premio mardel Artes Visuales.

## Trayectoria
Se licenció en la Facultad de Bellas Artes de San Carlos de la Universidad Politécnica de Valencia (UPV), y en la Anotati Scholi Kalon Tehnon-Athens School Of Fine Arts de Atenas, en Grecia. Posteriormente, completó sus estudios con un Máster en Producción y Gestión Artística en la Facultad de Bellas Artes de la Universidad de Murcia y consiguió el título de Especialista Universitario en proyectos de Pintura "Intensificación en materiales, técnicas y poéticas pictóricas".
A lo largo de su trayectoria, Carbonell ha recibido becas que le han permitido desarrollar residencias artísticas en diversas instituciones. Así, en 2022, consiguió una residencia de producción artística en el centro cultural Las Cigarreras de Alicante con su proyecto titulado The Subversive Stitch.
Carbonell ha realizado exposiciones en instituciones como la Fundación Cajamurcia, el Palacio Garcigrande de Salamanca, la Universidad de Murcia, el Palacio San Esteban de Murcia o la Galería Birimbao de Sevilla, entre otras. Y, en 2022, expuso su obra en la feria internacional de arte Arco en Madrid. Fuera de España, ha expuesto en la BJ Art Gallery de París, L'Escalier de Montreuil, también en Francia, y la Gallery 133 de Toronto. Además, su obra fue incluida en la exposición BP Portrait Award 2011 realizada en Londres.

## Obra
Su obra se ha desarrollado en distintos formatos y lenguajes, usando sobre todo fotografías encontradas e intervenidas en forma de collages, óleos y una amplia variedad de técnicas mixtas. Carbonell ha abordado temas como la relación entre el ser humano y la naturaleza a través del paisaje, el cuerpo, y más especialmente el cuerpo desnudo, como forma de resistencia y protesta, la problemática de las migraciones contemporáneas o la tensión existente entre la belleza y el horror en el interior de la obra pictórica.

## Reconocimientos
En 2011, Carbonell fue galardonada con el primer Premio en el XVI Certamen de Pintura Jóvenes Pintores promovido por la Fundación Gaceta, perteneciente al periódico La Gaceta Regional de Salamanca. En esta edición, se premió su obra figurativa y realista realizada en óleo sobre tabla y titulada Mirando al vacío. Ese mismo año, su obra fue incluida en la exposición BP Portrait Award 2011 realizada en Londres.
Unos años después, en 2016, la Fundación Cidade da Cultura de Galicia, vinculada con la Junta de Galicia, seleccionó a Carbonell para participar en la residencia del VI Encontro de Artistas Novos ‘Cidade da Cultura’. Posteriormente, en 2019, Carbonell fue reconocida en los Premios y Becas Pilar Juncosa y Sotheby’s promovidos por la Fundación Pilar y Joan Miró, y obtuvo una residencia en la institución cultural francesa Casa de Velázquez. Ese mismo año, también ganó el primer premio en la 14.ª Biennal Martínez Guerricabeitia, de Valencia.
Carbonell ganó el Premio mardel de Artes Visuales en 2021 por su obra Sin título, que pertenece al proyecto «Más allá del cuerpo» y hace referencia al ataque llevado a cabo por la sufragista Mary Richardson contra la Venus del espejo, del pintor español Diego Velázquez, en la National Gallery de Londres el 10 de marzo de 1914. Estos galardones son promovidos por Mardel Espacio para el Arte y el Consorcio de Museos de la Comunidad Valenciana y también fueron seleccionadas otras artistas como Olalla Gómez o Ana Esteve. Un año después, en 2022, el Instituto Alicantino de Cultura Juan Gil-Albert le otorgó el primer premio del XXII Concurso Encuentros de Arte Contemporáneo.